# Joaquín Mosquera
Joaquín Mosquera (Popayán, 14 dicembre 1787 – Popayán, 4 aprile 1878) è stato un giurista, militare, politico e statista colombiano.
Fu presidente della Grande Colombia nel 1830.